# Kapelica bl. Alojzija Stepinca u Gajcu
Kapelica bl. Alojzija Stepinca katolička je kapela koja se nalazi u zagrebačkom naselju Gajec u gradskoj četvrti Sesvete. Kamen temeljac za izgradnju kapele posvetio je biskup Josip Mrzljak u ožujku 2002. godine.
Kapela je napravljena na zahtjev mjesne uprave i stanovnika naselja Gajec. Vitraji na kapeli rad su kipara Ivana Kujundžića.

## Galerija
- Prednje pročelje kapele
- Unutrašnjost kapele
- Natpis o kamenu temeljcu, kip Alojzija Stepica i križ
- Vitraji